# Psychotria sastrei
Psychotria sastrei är en måreväxtart som beskrevs av Julian Alfred Steyermark. Psychotria sastrei ingår i släktet Psychotria och familjen måreväxter. Inga underarter finns listade i Catalogue of Life.